# Reborn (personaggio)
(Tipico saluto di Reborn)
Reborn (リボーン?, Ribōn) è uno dei principali personaggi del manga Tutor Hitman Reborn! di Akira Amano e della serie TV anime da esso tratta, nonché quello da cui deriva il nome dell'opera.

## Il personaggio
Reborn è il primo personaggio a comparire sia nell'anime che nel manga, dove riceve da Timoteo (Nono boss della Famiglia Vongola) il compito di recarsi in Giappone per addestrare Tsunayoshi "Tsuna" Sawada, protagonista della serie, in modo che diventi il prossimo capo della famiglia dei Vongola.
Reborn è il migliore killer al servizio per la Famiglia Vongola, sebbene il suo aspetto sia ancora quello di un bambino, in quanto egli appartiene agli Arcobaleno, un gruppo che riunisce i sette bambini più forti del mondo (in realtà si tratta adulti trasformati in bambini dall'apparente età di un anno) col compito di proteggere i Ciucciotti Arcobaleno, i principali componenti del Trinisette insieme agli anelli Mare Ring e Vongola Ring.
Esteticamente Reborn ha l'aspetto di un bambino di un anno coi capelli e gli occhi neri, che veste un completo nero e un capello di feltro anch'esso nero con una riga arancione, luogo preferito del suo fedele camaleonte mutaforma Leon, che nella versione animata utilizza anche come arma.
Caratterialmente, in quanto assassino Reborn mostra un carattere molto astuto, calcolatore e calmo, che si manifesta anche quando (come insegnante) sprona i suoi allievi a dare il meglio, utilizzando metodi poco ortodossi e spesso violenti (come l'uso di esplosivi nel caso di risposte errate) e in generale tende a comportarsi un adulto, ma vi sono molte gag ricorrenti in cui manifesta il suo lato infantile (come quando si addormenta nei momenti meno opportuni) Inoltre, si diverte a travestirsi con abiti stravaganti, a volte fingendosi altre persone (tra le quali si ricordano il maestro di Thai boxe Pao-Pao e il russo Vongolesky) e riuscendo ad ingannare quasi tutti, tranne Tsuna che lo riconosce sempre. Tende a non considerare gli altri membri della mafia appartenenti a piccole famiglie mafiose, proprio come avviene nel caso di Lambo (il quale si considera invece suo nemico giurato).
Sebbene cerchi di non darlo a vedere Reborn è molto affezionato a Tsuna, con cui sviluppa un forte legame basato sulla stima reciproca che hanno l'uno dell'altro.

### Modo di parlare
In originale il personaggio di Reborn possiede una voce molto acuta e spesso nel salutare le persone utilizza il saluto "Ciaoss" (o Ciaossu, saluto formato dal "Ciao" italiano e da "Oss", un saluto giapponese) o un italianissimo "Ciao Ciao". Nell'edizione italiana dell'anime si è pensato di dare al personaggio un accento siculo.

## Storia
In realtà Reborn non è sempre stato un bambino, ma prima di diventare un Arcobaleno era un adulto di 25/30 anni. Non sappiamo molto della vita di Reborn prima di diventare un infante, ma possiamo intuire che sia stato fin da giovane un abile assassino. Venne scelto per diventare uno dei Guardiani dei Ciucciotti Arcobaleno proprio per le sue abilità e in uno degli incontri del gruppo conobbe Luce di cui probabilmente si innamorò. Dopo che gli venne affidato il Ciucciotto del Sole si alleò con la Famiglia Vongola e chiese al Dottor Shamal di cancellargli tutti i ricordi riguardanti la sua vita prima di diventare uno dei "bambini maledetti".
Dopo essere diventato un bambino, Reborn continua a svolgere la sua attività di assassino per conto della Famiglia Vongola e si occupa anche dell'addestramento di Dino Cavallone, Boss della Famiglia Cavallone, alleata dei Vongola. Viene quindi incaricato dal Nono di andare in Giappone per addestrare il futuro Decimo, Tsunayoshi Sawada. Reborn va quindi a Namimori e viene assunto dalla madre di Tsuna come Tutor personale di Tsuna. Qui aiuta il ragazzo a riscattarsi dal titolo di "Imbrana-Tsuna" con metodi non del tutto ortodossi e lo aiuta a creare la sua famiglia della Decima Generazione.
Durante l'attacco di Mukuro Rokudo e dei suoi alleati ai danni di Namimori, Reborn ordina a Tsuna per volere del Nono di catturare Mukuro. Gli viene inoltre ordinato da Timoteo di non intervenire nello scontro. Ad aiutare Tsuna sarà invece il suo fedele camaleonte Leon che fornirà al ragazzo un'arma per combattere Mukuro, gli X-Gloves. Durante lo scontro per i Vongola ring, Reborn non interviene direttamente nello scontro, ma addestra Tsuna e gli insegna lo Zero Point Breaktrough, mossa segreta di Vongola Primo.
Tsuna e Reborn vengono poi portati nel futuro dal Bazooka dei Dieci Anni di Lambo e qui scoprono che gli Arcobaleno, compreso lo stesso Reborn, sono stati eliminati da Byakuran e dai suoi sottoposti. Per resistere alle radiazioni anti-trinisette si fa costruire da Giannini degli apposti abiti schermanti. Prima dell'attacco alla Base Melone addestra Yamamoto e da una dimostrazione delle sue grandi capacità combattive. Promette anche al ragazzo che gli svelerà il segreto sugli Arcobaleno se lui riuscirà a colpire il suo cappello. Dopo aver affiancato Tsuna tramite un ologramma durante l'attacco alla Base Melone, assiste al Choice e impedisce a Byakuran di riprendere il controllo su Yuni, nipote di Luce, minacciando il Boss dei Millefiore e dicendogli che non si tratterrà se lui alzerà anche solo un dito sul capo degli Arcobaleno.
Al ritorno dal futuro, Reborn annuncià a Tsuna l'imminente cerimonia di successione. Accompagna Tsuna e gli altri sull'isola degli Shimon e cerca di farsi svelare l'origine del ciucciotto bianco dai Vindice, che però si rifiutano di dargli spiegazioni.
Dopo la sconfitta di Daemon Spade, Reborn riceve in sogno un messaggio da parte di Checkerface, l'uomo che ha trasformato Reborn e gli altri in Arcobaleno. Così Reborn si trova coinvolto in una battaglia per decidere l'Arcobaleno più forte. Il suo team è composto da Tsuna, Gokudera, Yamamoto, Dino, Ryohei e Chrome. In seguito lui e gli altri Arcobaleno si alleeranno per sconfiggere l'ottavo Arcobaleno e capo dei Vindice, Bermuda. Durante lo scontro fra Tsuna e Bermuda egli rimuove temporaneamente la maledizione per sparare a Tsuna un proiettile dell'ultimo desiderio con il quale il ragazzo riuscirà a vincere senza usare il Vongola Gear.

## Abilità
Anche se bambino, Reborn possiede una forza, un'agilità e una velocità fuori dal comune, derivate da lunghi anni di allenamento. È un maestro nell'utilizzo di qualsiasi arma, anche se predilige le pistole e i fucili di precisione, essendo un ottimo cecchino. La sua arma principale, però, è il suo camaleonte Leon che è in grado di trasformarsi a suo piacimento in qualsiasi strumento. Leon è anche colui che produce i proiettili del coraggio di morire ed è in grado di tessere dei vestiti resistenti alle fiamme del coraggio di morire. Il suo attacco più potente è il "Chaos Shot", che consiste in un proiettile di Fiamme di Attributo Sole scagliato da Leon in versione pistola. Il colpo si divide poi in tanti colpi micidiali più piccoli che possono colpire più di un nemico.